# حمل حراري في الغلاف الجوي

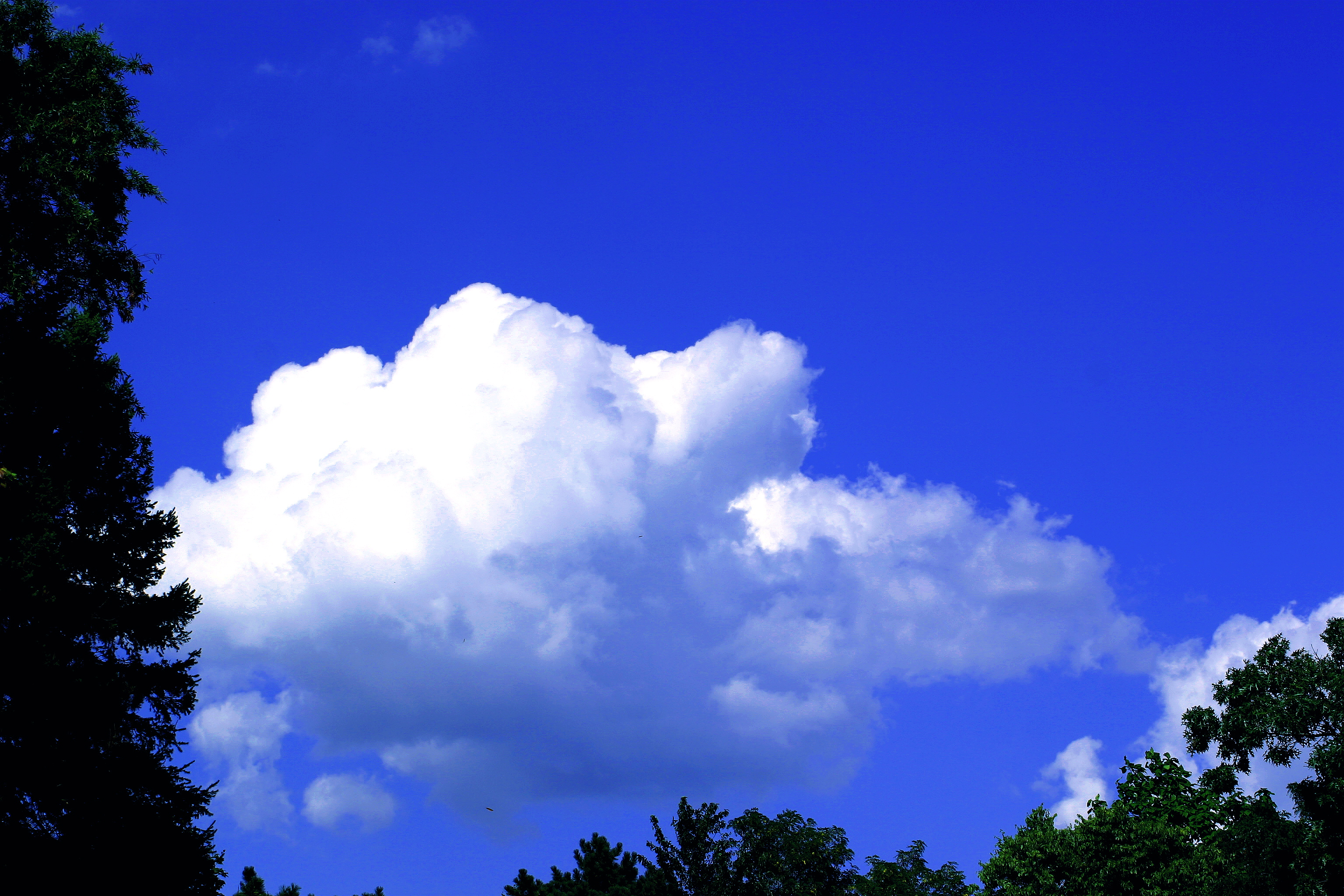

الحمل الحراري في الغلاف الجوي هي عملية يتم بها نقل الطاقة الحرارية من خلال وسيط مائع. في الغلاف الجوي تنتقل كتلة من الهواء الدافئ المنخفض الكثافة إلى الأعلى، تبرد أثناء ذلك وتزداد كثافتها، يتوقف الحمل الحراري عندما تعادل كثافة الكتلة المتحركة كثافة الهواء المحيط بها.
ويؤدي الحمل الحراري الرطب إلى تطوير العواصف الرعدية، التي غالبا ما تكون مسؤولة عن الطقس القاسي في جميع أنحاء العالم. وتشمل التهديدات الخاصة الناجمة عن العواصف الرعدية البرد، والهبوط، والأعاصير.